# Valeriu Bularca

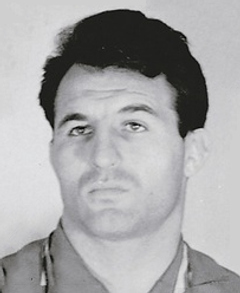
Valeriu Bularca

Valeriu Bularca (Întorsura Buzăului, 14 de fevereiro de 1931 - Brașov, 7 de fevereiro de 2017) foi um lutador da modalidade greco-romana da Romênia. Foi o primeiro romeno a ganhar uma medalha internacional em luta livre, em 1958, no "World Wrestling Championships".
Valeriu foi medalha de prata nas Jogos Olímpicos de 1964 em Tóquio, Japão, na categoria até 70 kg. Também foi medalha de ouro no "World Wrestling Championships", o campeonato mundial da categoria, em Yokohama, 1961, na categoria até 73 e medalha de bronze no "World Wrestling Championships" de 1958, em Budapeste, na categoria de até 73 kg. Foi hexacampeão romeno de luta-livre.
Depois de aposentado, tornou-se técnico e recebeu o título de "Mestre Emérito do Esporte". 